# 古代道路
古代道路（こだいどうろ）とは、世界のいくつかの地域で古代に建設された道路・道路網をいう。特に、古代の中央集権国家により、計画的に整備された道路・道路網を指すことが多い。古代ローマや古代中国、インカ帝国などの古代国家は、中央から地方を強力に支配し、有事には急速な軍事移動を可能とするため、直線的で幅の広い計画道路を版図にはりめぐらせた。
日本においても、古墳時代〜飛鳥時代、平安時代初期にかけて、全国的な計画道路が整備されていた。これらの古代道路のほとんどは、古代中央集権国家体制の崩壊と共に姿を消し、わずかに遺跡として現存するのみとなっている。

## 中国
中国では、有史以前から統治権力によって道路が建設されていたと見られるが、春秋戦国時代以前の状況はよく判っていない。
紀元前221年に中国統一を果たした秦の始皇帝は、中国全域に中央集権的な支配を及ぼしていったが、その一環として全国的な道路網を整備した。中国統一以前は、各国間で車の車輪幅が異なっていたが、始皇帝は車輪幅を統一したため、道路のわだちが一定となり車両の交通が便利となった。始皇帝が整備した道路網は総延長12000キロメートルに及んだが、そのうち約半分が幅員70メートルの大道で、馳道（ちどう）と呼ばれた。また、匈奴対策のため、北方へ約750キロメートルの軍用道路を作り、直道（ちょくどう）と呼ばれた。
秦がほろんだ後、漢も秦の道路網を継承した。その後、589年に中国を統一した隋は、中央集権的な国家建設を企図し、大規模な道路網整備を行った。隋の煬帝は、幅員140メートルの御道という道路を建設し、民衆の反感を買うこととなった。
その後の唐も、駅伝制を整備するなど、交通制度の充実を図ったことが知られているが、道路整備の状況はよく判っていない。

## ヨーロッパ
ヨーロッパで発見された道路建設の最古例は、紀元前3800年頃のイングランドの土手道遺構だとされている。
紀元前509年に共和制を開始した古代ローマ（共和政ローマ）は、次第に版図を拡大していったが、領域への支配を強めるため、ローマ街道と呼ばれる道路網を整備した。最も有名なのが、紀元前312年に建設されたアッピア街道であり、21世紀に至るまで多くの箇所が当時のまま保存されている。帝政（ローマ帝国）を布いた後も領域は拡大していき、最大版図の2世紀には帝国全域に総延長29万キロメートルにおよぶ道路網が整備されたとされている。古代ローマの道路は、幅員が5メートル程度と広くはないが、石畳などで舗装されていた。幹線部は車道と歩道に分けられ、道路両側に約10メートルの空地があった。これらは軍用道路としての性格を示している。

## 南アメリカ
アメリカ大陸では、南アメリカのインカ帝国が大規模な道路網を建設していた。これをインカ道という。インカ道は、標高0メートルの海岸部と標高5000メートルのアンデス山脈に沿って整備され、北は現在のキト（エクアドル）付近から南は現在のサンチャアゴ（チリ）付近までを網の目のように結び、総延長は4万キロメートルにも及ぶ。
クスコ王国9代目の皇帝、パチャクティが冬の都（避暑地）として建設したマチュ・ピチュにも、8本のインカ道が通じている。
インカの人々は、この道路により、キープと呼ばれる結び目で情報を伝える紐の束や、塩をはじめとする物資などの交流を行った。チャスキと呼ばれる飛脚もおり、リレー方式で1日に250キロメートルも進むことが出来た。道路沿いには多くの宿場も営まれた。
道路網は帝国首都のクスコに通じるよう、よく整備されていたため、16世紀に来襲したスペイン人侵略者たちは、容易にクスコへ達することができた。